# صالح الخرابشة
صالح علي حامد الخرابشة سياسي ومهندس أردني يشغل منصب وزير الطاقة والثروة المعدنية في حكومة بشر الخصاونة منذ 11 تشرين الأول 2021. كما شغل نفس المنصب في حكومة هاني الملقي الثانية من 18 حزيران 2017 إلى 14 حزيران 2018، أيضا شغل منصب وزير البيئة في حكومة عمر الرزاز من 7 تشرين الثاني 2019 إلى 12 تشرين الأول 2020 حيث أنضم إلى الفريق الحكومي في التعديل الوزاري الرابع خلفا لـ إبراهيم الشحاحدة.
شغل أيضا منصب أمين عام وزارة التخطيط والتعاون الدولي 2009 وكان عضو في مجلس إدارة المركز الوطني لتنمية الموارد البشرية وعضو في مجلس إدارة المؤسسة الأردنية لتطوير المشاريع وعضو في مجلس إدارة الصندوق الوطني لدعم المشاريع وعضو في مجلس إدارة مؤسسة الائتمان الزراعي وعضو مجلس إدارة هيئة الموارد الطبيعية.
يحمل شهادة البكالوريوس في الهندسة الميكانيكية من كلية الهندسة الإقليمية دورغابور / الهند عام 1991 والماجستير في الهندسة من الجامعة الأردنية عام 1994 والدكتوراه في الهندسة من جامعة فلوريدا عام 2003.